# (6482) Steiermark
(6482) Steiermark est un astéroïde de la ceinture principale.

## Description
(6482) Steiermark est un astéroïde de la ceinture principale. Il est découvert le 10 janvier 1989 à Tautenburg par Freimut Börngen. Il présente une orbite caractérisée par un demi-grand axe de 3,17 UA, une excentricité de 0,12 et une inclinaison de 0,6° par rapport à l'écliptique.

## Compléments